# Porter Hall
Porter Hall, nato Clifford Porter Hall (Cincinnati, 19 settembre 1888 – Los Angeles, 6 ottobre 1953), è stato un attore statunitense.

## Biografia
Nativo di Cincinnati, Porter Hall iniziò la carriera artistica come attore teatrale, approdando a Broadway nel 1926 e recitando in grandi produzioni come The Great Gatsby e Naked.
All'età di 43 anni fece il suo debutto cinematografico in un ruolo non accreditato nel film Secrets of a Secretary (1931). Durante gli anni trenta Porter Hall si guadagnò una solida fama di interprete caratterista, partecipando a numerose pellicole di successo come L'uomo ombra (1934), La foresta pietrificata (1936) e La vita del dottor Pasteur (1936).
Specializzatosi in ruoli di villain, Hall recitò inoltre in L'oro della Cina (1936), nel ruolo del disonesto padre di Madeleine Carroll, una ragazza che tradisce O'Hara (Gary Cooper), un onesto americano che contrabbanda oro per sostenere la causa dei contadini cinesi in lotta contro un brutale tiranno. Nello stesso anno interpretò Jack McCall, il vigliacco che finisce per uccidere, colpendolo alle spalle, Wild Bill Hickok (ancora Cooper) in La conquista del West (1936) di Cecil B. DeMille.
Tra gli altri ruoli da lui interpretati sono da ricordare i pubblici ministeri in Anime sul mare (1937), ancora al fianco di Gary Cooper, e nella commedia La moglie bugiarda (1937), l'uomo politico, il senatore Martin Monroe, nel celebre Mr. Smith va a Washington (1939) di Frank Capra, e il giudice di pace in un'altra famosa commedia, Il miracolo del villaggio (1944), con Betty Hutton ed Eddie Bracken.
Molto attivo anche negli anni quaranta, Hall diede altre notevoli interpretazioni in ruoli di supporto, come quella di Mr. Belknap, l'uomo che si professa ateo nella commedia La mia via, interpretata nel 1944 da Bing Crosby, di Mr. Jackson nel noir La fiamma del peccato (1944) di Billy Wilder, e di Granville Sawyer, personaggio dal pessimo carattere che sottopone a test psicologici gli impiegati dei grandi magazzini Macy's nel film Il miracolo della 34ª strada (1947). Tra gli altri ruoli interpretati nella seconda metà del decennio, figurano l'avvocato Ketchell nella commedia Quel meraviglioso desiderio (1948) e il giudice O'Toole in L'indiavolata pistolera (1949).
All'inizio degli anni cinquanta l'attore partecipò ad alcune serie televisive antologiche, ma i suoi principali impegni rimasero legati al grande schermo. Apparve nel drammatico L'asso nella manica (1951) di Billy Wilder, nel ruolo di Jacob Q. Boot, editore dell'Albuquerque Sun-Bulletin, un giornale di provincia che assume il cinico reporter Chuck Tatum (Kirk Douglas). Recitò quindi nei western Carabina Williams (1952), La carica degli apaches (1952) e Pony Express (1952), e nel poliziesco Squadra omicidi (1953). L'ultima apparizione cinematografica di Hall fu nella pellicola d'avventura Ritorno all'isola del tesoro (1954), che venne completata dopo la sua morte.
Sposato dal 1927 con Geraldine Hall, dalla quale ebbe due figli, David e Sarah Jane, Porter Hall morì improvvisamente per un attacco cardiaco il 6 ottobre 1953, all'età di sessantacinque anni.

## Filmografia

### Cinema
- Secrets of a Secretary, regia di George Abbott (1931) (non accreditato)
- The Cheat, regia di George Abbott (1931) (non accreditato)
- L'uomo ombra (The Thin Man), regia di W. S. Van Dyke (1934)
- Il mistero del vagone letto (Murder in the Private Car), regia di Harry Beaumont (1934)
- The Case of the Lucky Legs, regia di Archie Mayo (1935)
- La foresta pietrificata (The Petrified Forest), regia di Archie Mayo (1936)
- La vita del dottor Pasteur (The Story of Louis Pasteur), regia di William Dieterle (1936)
- Too Many Parents, regia di Robert F. McGowan (1936)
- Snowed Under, regia di Ray Enright (1936)
- Resa d'amore (The Princess Comes Across), regia di William K. Howard (1936)
- And Sudden Death, regia di Charles Barton (1936)
- Satan Met a Lady, regia di William Dieterle (1936)
- L'oro della Cina (The General Died at Dawn), regia di Lewis Milestone (1936)
- La conquista del West (The Plainsman), regia di Cecil B. DeMille (1936)
- Let's Make a Million, regia di Ray McCarey (1936)
- La fuga di Bulldog Drummond (Bulldog Drummond Escapes), regia di James P. Hogan (1937)
- King of Gamblers, regia di Robert Florey (1937)
- Cupo tramonto (Make Way for Tomorrow), regia di Leo McCarey (1937)
- Hotel Haywire, regia di Arthur Archainbaud (1937)
- Wild Money, regia di Louis King (1937)
- Anime sul mare (Souls at Sea), regia di Henry Hathaway (1937)
- This Way Please, regia di Robert Florey (1937)
- La moglie bugiarda (True Confession), regia di Wesley Ruggles (1937)
- Un mondo che sorge (Wells Fargo), regia di Frank Lloyd (1937)
- Scandal Street, regia di James P. Hogan (1938)
- Dangerous to Know, regia di Robert Florey (1938)
- Il diamante fatale (Bulldog Drummond's Peril), regia di James P. Hogan (1938)
- Stolen Heaven, regia di Andrew L. Stone (1938)
- Prison Farm, regia di Louis King (1938)
- Men with Wings, regia di William A. Wellman (1938)
- King of Alcatraz, regia di Robert Florey (1938)
- The Arkansas Traveler, regia di Alfred Santell (1938)
- Tom Sawyer, Detective, regia di Louis King (1938)
- Grand Jury Secrets, regia di James P. Hogan (1939)
- Armonie di gioventù (They Shall Have Music), regia di Archie Mayo (1939)
- Mr. Smith va a Washington (Mr. Smith Goes to Washington), regia di Frank Capra (1939)
- Henry Goes Arizona, regia di Edwin L. Marin (1939) (non accreditato)
- La signora del venerdì (His Girl Friday), regia di Howard Hawks (1940)
- La belva umana (Dark Command), regia di Raoul Walsh (1940)
- Arizona, regia di Wesley Ruggles (1940)
- La valle dei forti (Trail of the Vigilantes), regia di Allan Dwan (1940)
- The Parson of Panamint, regia di William C. McGann (1941)
- I dimenticati (Sullivan's Travels), regia di Preston Sturges (1941)
- Mr. And Mrs. North, regia di Robert B. Sinclair (1942)
- The Remarkable Andrew, regia di Stuart Heisler (1942)
- La mascotte dei fuorilegge (Butch Minds the Baby), regia di Albert S. Rogell (1942)
- A Stranger in Town, regia di Roy Rowland (1943)
- Desperados (The Desperadoes), regia di Charles Vidor (1943)
- La donna della città (The Woman of the Town), regia di George Archainbaud (1943)
- Il miracolo del villaggio (The Miracle of Morgan's Creek), regia di Preston Sturges (1944)
- Tutto esaurito (Standing Room Only), regia di Sidney Lanfield (1944)
- La fiamma del peccato (Double Indemnity), regia di Billy Wilder (1944)
- La mia via (Going My Way), regia di Leo McCarey (1944)
- The Great Moment, regia di Preston Sturges (1944)
- The Mark of the Whistler, regia di William Castle (1944)
- Bring on the Girls, regia di Sidney Lanfield (1945)
- Sangue sul sole (Blood on the Sun), regia di Frank Lloyd (1945)
- Murder, He Says, regia di George Marshall (1945)
- Non parlare, baciami (Kiss and Tell), regia di Richard Wallace (1945)
- Grand Hotel Astoria (Week-End at the Waldorf), regia di Robert Z. Leonard (1945)
- Il miracolo della 34ª strada (Miracle on 34th Street), regia di George Seaton (1947)
- Singapore, regia di John Brahm (1947)
- Gli invincibili (Unconquered), regia di Cecil B. DeMille (1947)
- Devi essere felice (You Gotta Stay Happy), regia di H.C. Potter (1948)
- Quel meraviglioso desiderio (That Wonderful Urge), regia di Robert B. Sinclair (1948)
- Chicken Every Sunday, regia di George Seaton (1949)
- L'indiavolata pistolera (The Beautiful Blonde from Bashful Bend), regia di Preston Sturges (1949)
- Nella polvere del profondo Sud (Intruder in the Dust), regia di Clarence Brown (1949)
- L'asso nella manica (Ace in the Hole), regia di Billy Wilder (1951)
- Carabina Williams (Carbine Williams), regia di Richard Thorpe (1952)
- La carica degli apaches (The Half-Breed), regia di Stuart Gilmore (1952)
- Holiday for Sinners, regia di Gerald Mayer (1952)
- Pony Express, regia di Jerry Hopper (1953)
- Squadra omicidi (Vice Squad), regia di Arnold Laven (1953)
- Ritorno all'isola del tesoro (Return to Treasure Island), regia di Ewald André Dupont (1954)

### Televisione
- The Bigelow Theatre – serie TV, 1 episodio (1950)
- Life with Luigi – serie TV, 1 episodio (1952)
- Four Star Playhouse – serie TV, episodio 1x01 (1952)
- Fireside Theatre – serie TV, 1 episodio (1954)

## Spettacoli teatrali
- The Great Gatsby, di Owen Davis (Broadway, 2 febbraio 1926)

## Doppiatori italiani
- Amilcare Pettinelli in L'oro della Cina (ridoppiaggio), La conquista del West, I dimenticati, Il miracolo del villaggio, Gli invincibili, L'asso nella manica
- Carlo Romano in Cupo tramonto, La belva umana, Squadra omicidi
- Olinto Cristina in  Devi essere felice, Pony Express
- Luigi Pavese in Arizona
- Nino Pavese in La fiamma del peccato
- Lauro Gazzolo in Singapore
- Corrado Racca in  Il miracolo della 34ª strada
- Giorgio Capecchi in  La carica degli apaches
- Manlio Guardabassi ne L'indiavolata pistolera (ridoppiaggio)
- Mimmo Palmara ne La foresta pietrificata (ridoppiaggio)[1]
- Massimo Dapporto in Il miracolo della 34ª strada (ridoppiaggio)